# Hrabstwo Charlotte (Nowy Brunszwik)
Hrabstwo Charlotte (ang. Charlotte County, fr. Comté de Charlotte) – jednostka administracyjna kanadyjskiej prowincji Nowy Brunszwik leżąca na południowym zachodzie prowincji.
Hrabstwo ma 26 549 mieszkańców. Język angielski jest językiem ojczystym dla 95,7%, francuski dla 2,3% mieszkańców (2011).
Fragmenty terytorium hrabstwa (wyspy North Rock oraz Machias Seal Island) są terytorium spornym między Kanadą a Stanami Zjednoczonymi - te ostatnie uważają je za część stanu Maine.